# 王庆延
王庆延（1912年12月—1996年10月），男，山东高唐人，中华人民共和国政治人物。

## 生平
曾任贵州农学院教授，贵州科学院副院长，贵州省政协副主席。